# Maramonovca
Maramonovca è un comune della Moldavia situato nel distretto di Drochia di 2.666 abitanti al censimento del 2004